# شركة صناعة الطيران الصينية
شركة صناعة الطيران الصينية أختصاراً (افيك)(الصينية: 中国航空工业集团公司) هي شركة صناعة الفضاء والدفاع والمملوكة للدولة الصينية تأسست في 2008. يقع مقرها في الصين. وتحتل المرتبة 159 في قائمة فورتشن 500.

## وصلات خارجية
- الموقع الرسمي